# 10 november
10 november is de 314de dag van het jaar (315de dag in een schrikkeljaar) in de gregoriaanse kalender. Hierna volgen nog 51 dagen tot het einde van het jaar.

## Gebeurtenissen
- Algemeen
  - 1959 - In Londen wordt de Nederlandse Corine Rottschäfer gekroond tot miss World.[1]
  - 2013 - Een leidster van een Zuid-Afrikaans weeshuis met aidswezen wordt aangehouden, omdat ze twintig kinderen zou hebben vergiftigd in een buitenwijk van Pretoria.
- Kunst en cultuur
  - 1958 - Sam Cooke en Lou Rawls raken gewond tijdens een auto-ongeluk in de buurt van Marion, Arkansas, waarbij de chauffeur van hun auto om het leven komt.[2]
  - 1965 - Het beeld van Manneke Pis gestolen van zijn sokkel in België.[1]
  - 2022 - Schrijfster Anjet Daanje wint de Boekenbon Literatuurprijs voor haar roman Het lied van ooievaar en dromedaris.[3]
- Media
  - 1969 - De eerste aflevering van Sesame Street (Sesamstraat) in Amerika.[1][4]
  - 1988 - In aanwezigheid van hoofdrolspeler Phil Collins gaat in Amsterdam de film Buster in première.[2]
  - 1995 - RTL4 zendt de duizendste aflevering uit van Goede Tijden, Slechte Tijden.[2]
  - 2012 - De algemeen directeur van de BBC, George Entwistle, neemt al na 54 dagen ontslag. De omroep raakte in opspraak toen een uitzending van het programma Newsnight ertoe leidde dat een politicus ten onrechte van kindermisbruik werd beschuldigd.
- Muziek
  - 1963 - De Nederlandse Beatles Fanclub is officieel opgericht.[1][2]
- Oorlog
  - 1444 - De Slag bij Varna wordt door de Ottomanen gewonnen.[1]
  - 1914 - De Duitsers bezetten Diksmuide tijdens de Slag om de IJzer in de Eerste Wereldoorlog.[1]
  - 1917 - De Derde Slag om Ieper gestreden tijdens de Eerste Wereldoorlog.
  - 1944 - Begin van een grote razzia in Rotterdam en Schiedam, waarbij uiteindelijk circa 50.000 mannen tussen 17 en 40 jaar worden weggevoerd naar Duitsland.
  - 1990 - De Libanese milities trekken zich na 15 jaar oorlog terug uit Beiroet.
  - 1990 - In het oosten van het Afrikaanse land Tsjaad worden regeringstroepen aangevallen door aanhangers van Idriss Déby.
  - 1992 - Gewapende VN-eenheden weten na twee maanden de controle over de luchthaven van de Somalische hoofdstad Mogadishu in handen te krijgen, hetgeen de VN in staat stelt het aantal hulpvluchten op het door honger en burgeroorlog verwoeste Somalië uit te breiden.
- Politiek
  - 1674 - Nederland draagt officieel Nieuw-Nederland over aan de Britten. De nieuwe naam wordt New York.[1]
  - 1918 - Wilhelm Groener sluit met de nieuwe rijkskanselier Friedrich Ebert het zgn. "Ebert-Groener-pact".
  - 1918 - De Duitse keizer Wilhelm II komt aan op Station Eijsden om asiel aan te vragen in Nederland.
  - 1925 - Gerrit Hendrik Kersten zorgde voor het aannemen van een amendement dat de val van kabinet-Colijn I veroorzaakte.[1]
  - 1938 - Kristallnacht (nacht van 9 op 10 november).
  - 1967 - In België wordt bij Koninklijk Besluit besloten tot het instellen van een fonds voor medische, sociale en pedagogische zorg voor gehandicapten.
  - 1975 - De Algemene Vergadering van de Verenigde Naties nam een resolutie aan die zionisme gelijkstelt aan racisme, maar die werd eind 1991 weer ingetrokken.
  - 1989 - De val van de Berlijnse Muur (nacht van 9 op 10 november).
  - 1989 - Petar Mladenov leidt in Bulgarije een paleiscoup tegen de secretaris van het centraal comité van de BKP, Todor Zjivkov, die nog dezelfde dag aftreedt.
  - 2011 - Frederick Pitcher volgt Marcus Stephen op als president van Nauru.
  - 2021 - Het Belgische ministerie van Volksgezondheid bepaalt dat de hele Belgische bevolking op den duur een derde COVID-19-vaccinatie moet krijgen. Mensen die eerder eenmalig zijn gevaccineerd met Johnson & Johnson zijn als eerste aan de beurt.[5] (Lees verder)

- Religie

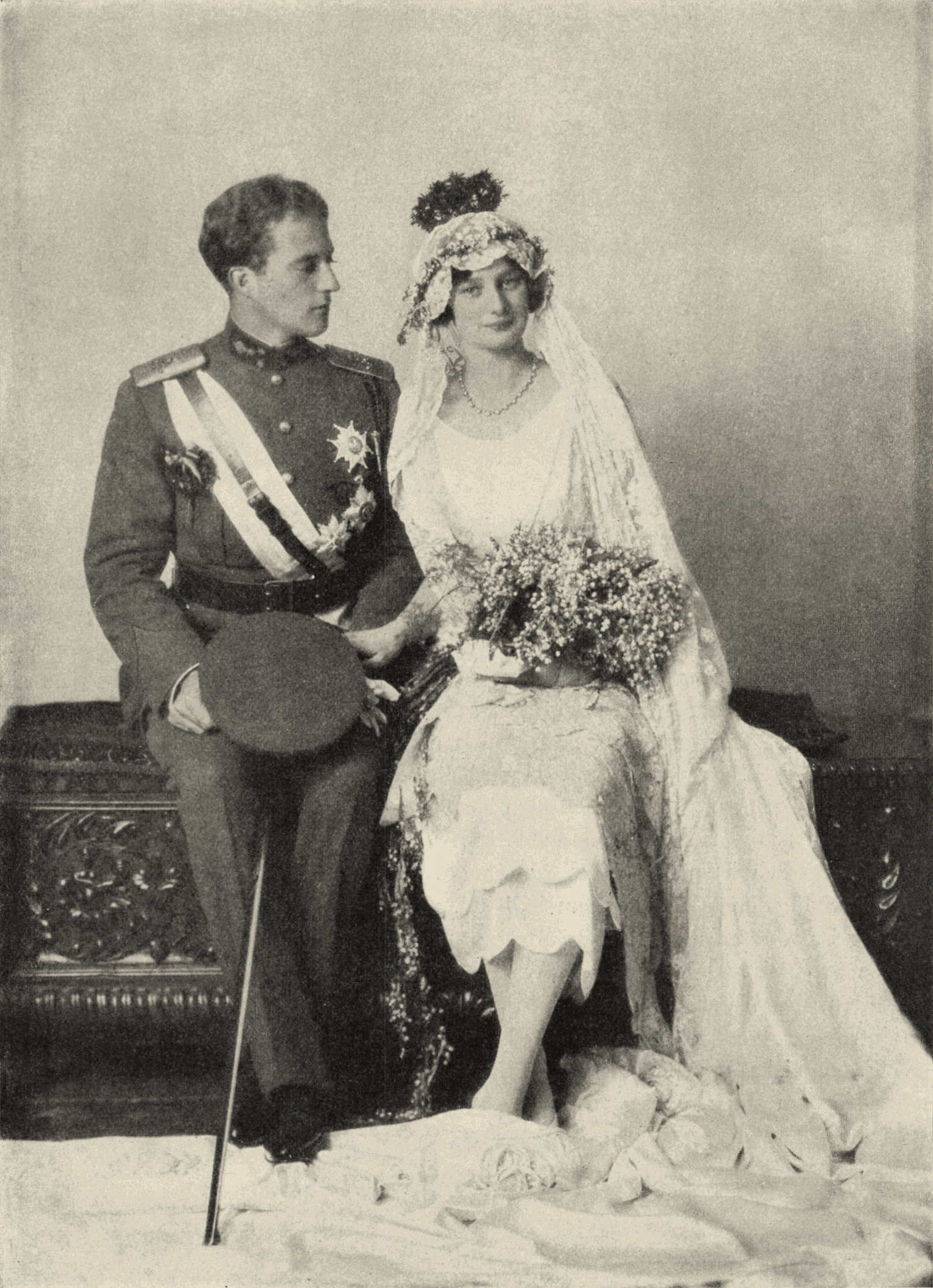
Huwelijk van Leopold III met Astrid

  - 1926 - In Brussel vindt het kerkelijk huwelijk plaats van de jonge Belgische kroonprins Leopold met de Zweedse prinses Astrid.
  - 1943 - Onthoofding van de rooms-katholieke priesters Johannes Prassek (32), Eduard Müller (32) en Hermann Lange (31), en de Evangelisch-Lutherse pastor Karl Friedrich Stellbrink (49) in een gevangenis in Hamburg. Ze worden de Martelaren van Lübeck genoemd.
  - 1959 - Oprichting van de Bisschoppelijke Hiërarchie in Belgisch-Congo met zes aartsbisdommen en 26 bisdommen.
- Sport
  - 1961 - Oprichting van de Costa Ricaanse voetbalclub Santos de Guápiles.
  - 2017 - Het Nederlands voetbalelftal onder 21 behaalt in de EK-kwalificatiewedstrijd tegen Jong Andorra zijn grootste zege ooit. De ploeg van bondscoach Art Langeler wint op De Vijverberg met maar liefst 8-0.
  - 2021 - Motorcrosser Jeffrey Herlings wint het MXGP-wereldkampioenschap.[6]
- Wetenschap en technologie
  - 1619 - De nacht van de drie visioenen van René Descartes.[1]
  - 1871 - Journalist Henry Morton Stanley ontdekte de vermiste Schotse zendeling David Livingstone in het Afrikaanse dorpje Ujiji, en sprak daarbij de later legendarische woorden "Dr. Livingstone, I presume?".
  - 1885 - Demonstratie van de eerste motorfiets door bouwer Gottlieb Daimler.
  - 1895 - Eerste voorstelling van de cinematograaf van de gebroeders Lumière in Brussel.
  - 1970 - Lancering van de Russische USSR Loenik 17/Lunokhod 1 (maanlander met maanwagen). Bestemming: Maan.
  - 2013 - De GOCE satelliet van de Europese ruimtevaartorganisatie ESA valt terug in de atmosfeer na een missie van ongeveer 4 jaar.[7]
  - 2022 - Lancering van een Delta V raket van United Launch Alliance vanaf Vandenberg Space Force Base SLC-3E voor de JPSS-2 (Joint Polar Satellite System-2) missie van NASA en National Oceanic and Atmospheric Administration (NOAA) met de gelijknamige satelliet. Verder is er een testmodel van een hitteschild aan boord met de naam LOFTID.[8][9]
  - 2023 - De universiteit van Oxford maakt bekend dat een expeditieteam met wildcamera's beelden heeft kunnen maken van de uitgestorven gewaande Attenborough vachtegel (Zaglossus attenboroughi). Het dier dat vernoemd is naar de Britse natuurdocumentairemaker David Attenborough werd gezien in het Cyclops gebergte in Indonesisch Papoea en was in 1961 voor het laatst gezien. Ook ontdekte het team de naar Ernst Mayr vernoemde Mayrs honingeter, een zangvogel die sinds 2008 niet meer was gezien, en verder nog een onbekende soort garnaal en veel onbekende soorten insecten.[10][11]
  - 2023 - Lancering van een Falcon 9 raket van SpaceX met het Dragon ruimtevaartuig vanaf Kennedy Space Center Lanceercomplex 39 voor bevoorradingsmissie Dragon CRS-2 SpX-29 naar het ISS.[12]

## Geboren

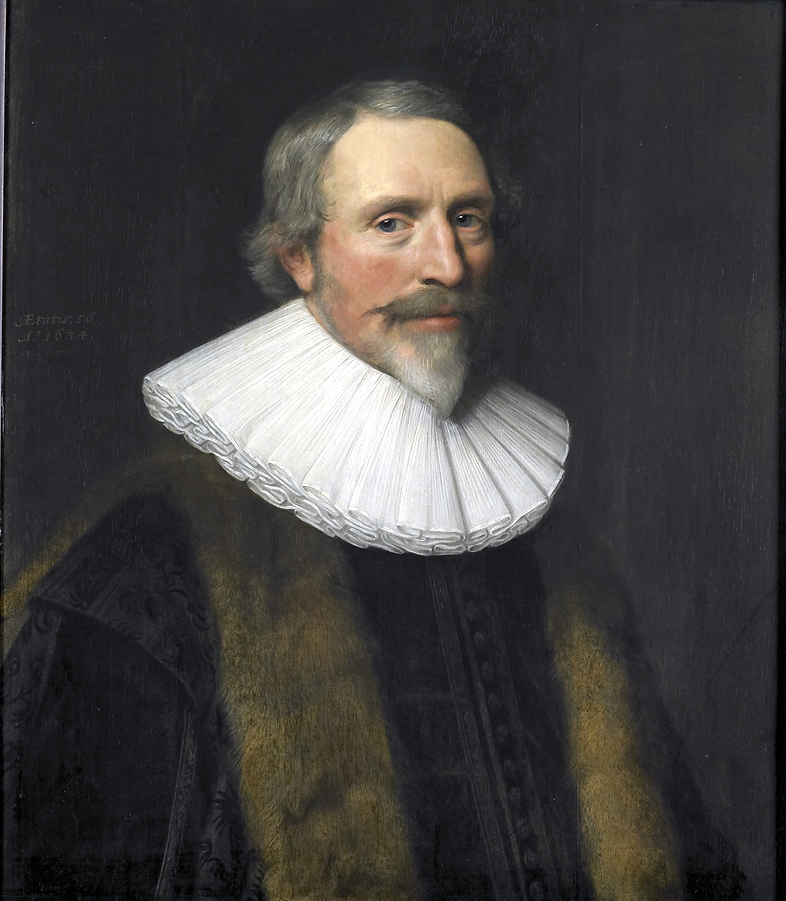
Jacob Cats,
geboren in 1577

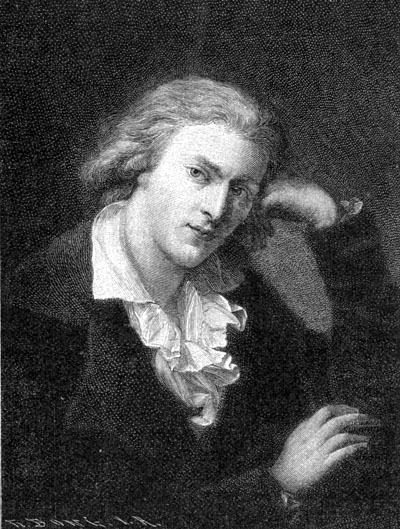
Friedrich Schiller,
geboren in 1759

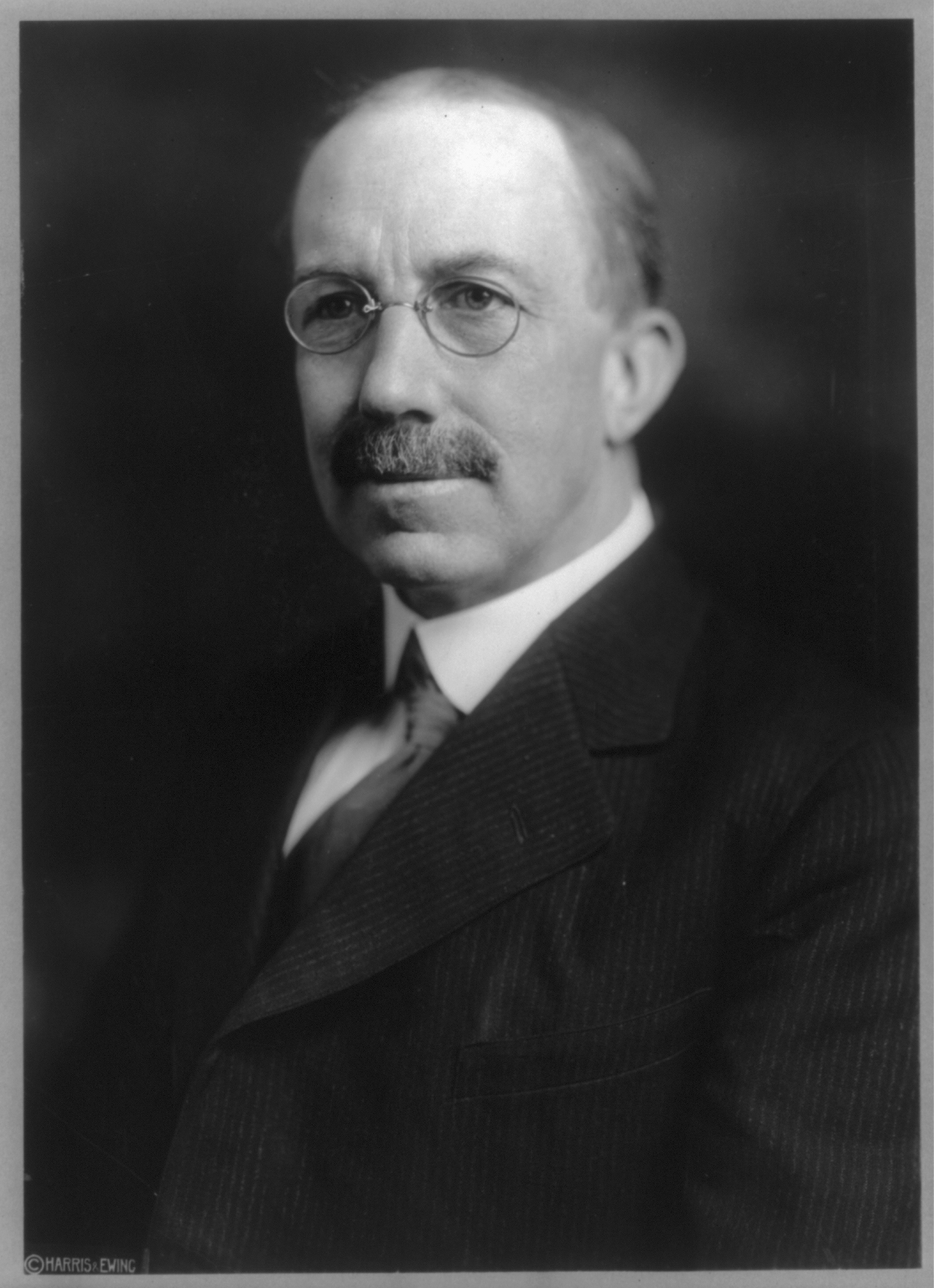
Wayne Wheeler,
geboren in 1869

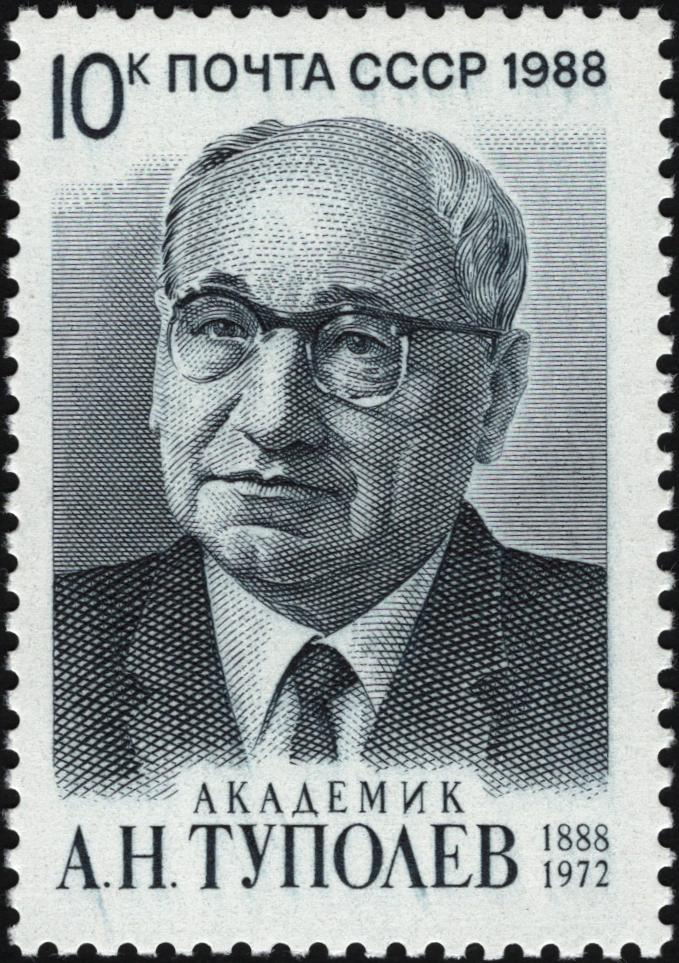
Andrej Toepolev,
geboren in 1888

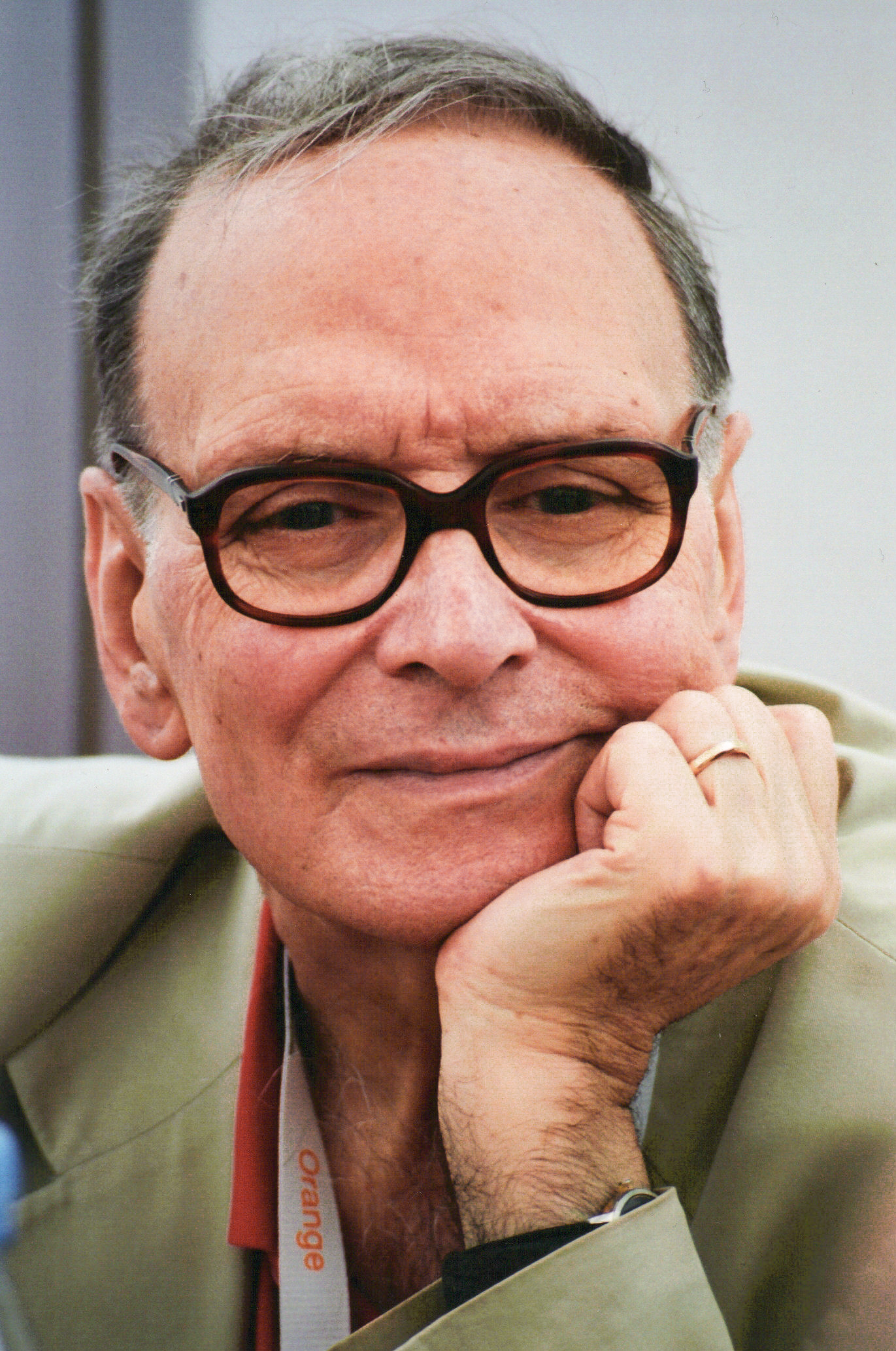
Ennio Morricone,
geboren in 1928

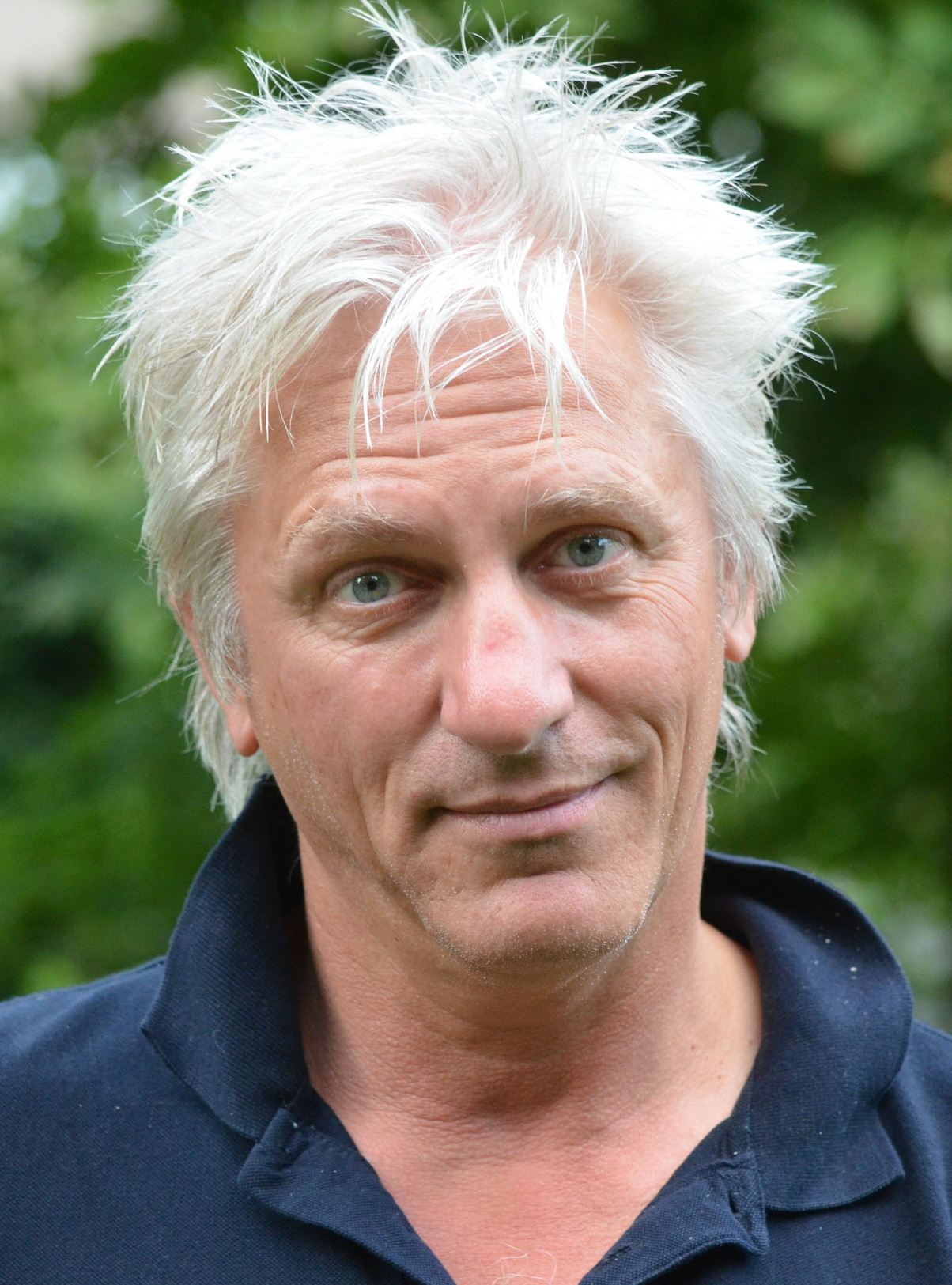
Rick de Leeuw,
geboren in 1960

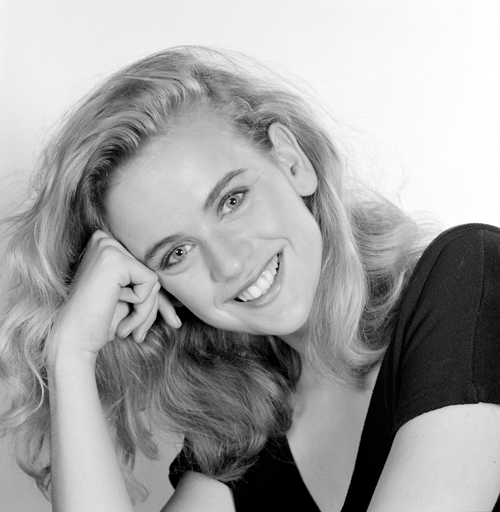
Daphne Deckers,
geboren in 1968

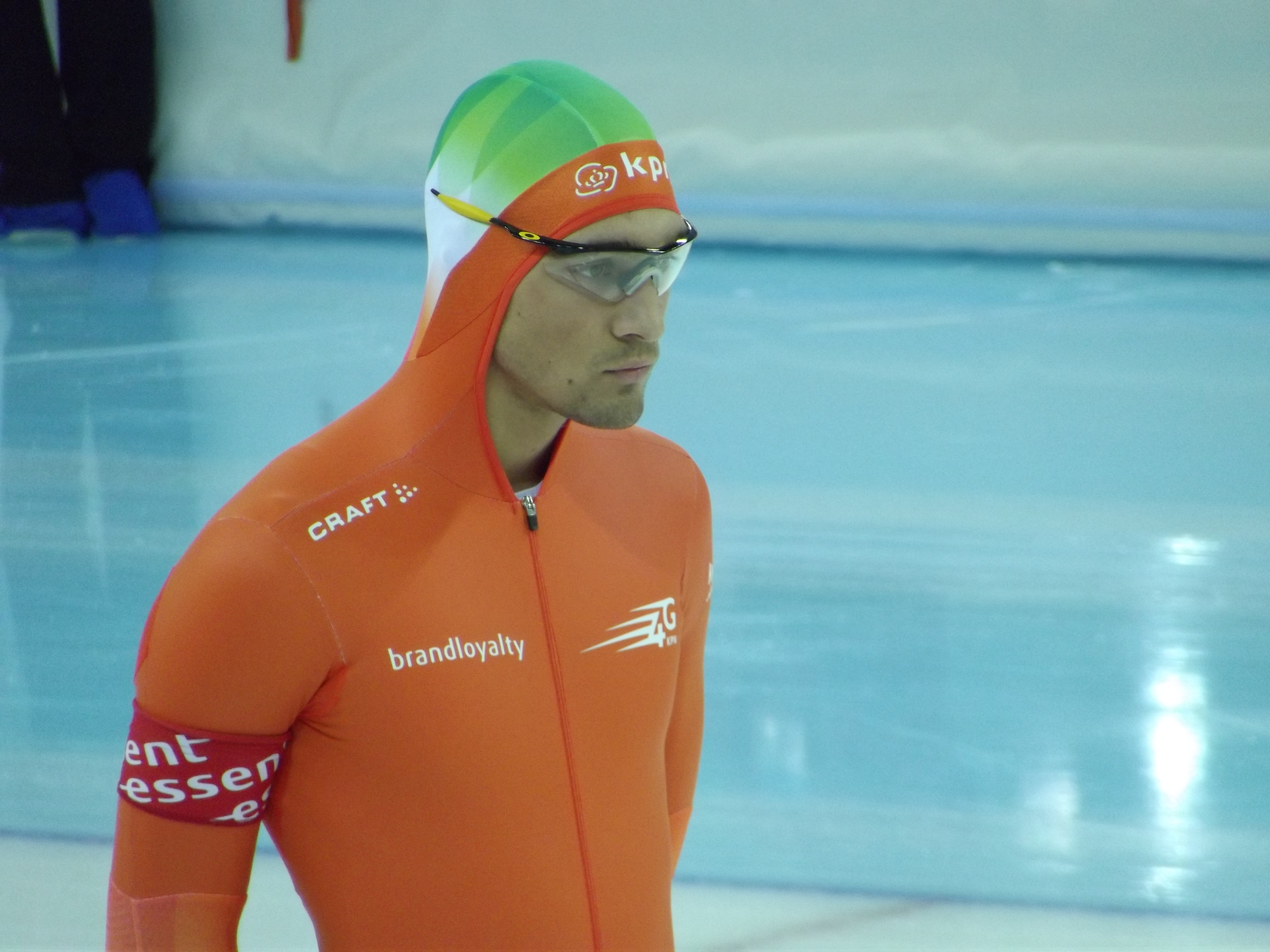
Kjeld Nuis,
geboren in 1989

- 1433 - Karel de Stoute, hertog van Bourgondië (overleden 1477)
- 1443 - Adolf III van Nassau-Wiesbaden, graaf van Nassau-Wiesbaden (overleden 1511)
- 1483 - Maarten Luther, Duits theoloog (overleden 1546)
- 1577 - Jacob Cats, Nederlands dichter, jurist en politicus (overleden 1660)
- 1679 - Johann Christian Schieferdecker, Duits organist en componist (overleden 1732)
- 1683 - George II, koning van Groot-Brittannië en Ierland (overleden 1760)
- 1697 - William Hogarth, Engels kunstschilder en graveur (overleden 1764)
- 1730 - Oliver Goldsmith, Brits schrijver (overleden 1774)
- 1759 - Friedrich Schiller, Duits dichter en schrijver (overleden 1805)
- 1810 - Eduard von Simson, Joods-Duits jurist en politicus (overleden 1899)
- 1815 - Désiré Lambert de Brabant, Nederlands generaal, commandeur in de Militaire Willems-Orde (overleden 1875)
- 1818 - Pieter Frans van Kerckhoven, Belgisch schrijver (overleden 1857)
- 1840 - Willem Levinus Penning, Nederlands dichter (overleden 1924)
- 1850 - Vitus Bruinsma, Fries politicus en natuurwetenschapper (overleden 1916)
- 1858 - Adelgunde van Bragança, hertogin van Guimarǎes, Portugees prinses (overleden 1946)
- 1861 - August De Winne, Belgisch schrijver (overleden 1935)
- 1869 - Wayne Wheeler, Amerikaans docent, advocaat en anti-alcohol activist (overleden 1927)
- 1870 - Josephine Siebe, Duits schrijfster (overleden 1941)
- 1872 - Robert Protin, Belgisch wielrenner (overleden 1953)
- 1879 - Marius Cornelis van Houten, Nederlands militair en museumdirecteur (overleden 1953)
- 1881 - Toni Ebel, Duitse transvrouw en kunstenaar (overleden 1961)
- 1884 - Jan van Nijlen, Belgisch dichter (overleden 1965)
- 1888 - Andrej Toepolev, Russisch vliegtuigbouwer (overleden 1972)
- 1890 - Carl Borgward, Duits zakenman (overleden 1963)
- 1893 - Willem Frederik Jonkman, Nederlands verzetsstrijder (overleden 1945)
- 1894 - Lisa Tetzner, Duits kinderboekenschrijfster (overleden 1963)
- 1897 - Pedro Grané, Braziliaans voetballer (overleden 1985)
- 1904 - Marshall Kay, Canadees-Amerikaans geoloog (overleden 1975)
- 1910 - Raoul Diagne, Frans voetballer en voetbalcoach (overleden 2002)
- 1910 - Albert Vermaere, Belgisch politicus en burgemeester (overleden 1993)
- 1914 - Edmund Conen, Duits voetballer en trainer (overleden 1990)
- 1918 - Oda Blinder, Curaçaos-Nederlands dichteres (overleden 1969)
- 1919 - Michail Kalasjnikov, Russisch wapenontwerper (overleden 2013)
- 1919 - François Périer, Frans acteur (overleden 2002)
- 1920 - Piet Meijn, Nederlands ondernemer en uitvinder (overleden 2003)
- 1923 - Óscar González, Uruguayaans autocoureur (overleden 2006)
- 1924 - Russell Johnson, Amerikaans acteur (overleden 2014)
- 1925 - Richard Burton, Brits acteur (overleden 1984)
- 1926 - Art Bisch, Amerikaans autocoureur (overleden 1958)
- 1926 - Juan Jesús Posadas Ocampo, Mexicaans kardinaal-aartsbisschop van Guadalajara (overleden 1993)
- 1928 - Ennio Morricone, Italiaans componist en dirigent (overleden 2020)
- 1928 - Beppe Wolgers, Zweeds acteur, schrijver, componist en regisseur (overleden 1986)
- 1929 - Wout Wagtmans, Nederlands wielrenner (overleden 1994)
- 1932 - Paul Bley, Canadees pianist (overleden 2016)
- 1932 - Roy Scheider, Amerikaans acteur (overleden 2008)
- 1933 - Paul Baeteman, Belgisch beeldhouwer (overleden 2022)
- 1933 - Urbain Braems, Belgisch voetballer en voetbaltrainer (overleden 2021)
- 1933 - Ronald Evans, Amerikaans astronaut (overleden 1990)
- 1933 - Rudy Goossen, Surinaams politicus
- 1934 - Lucien Bianchi, Belgisch autocoureur (overleden 1969)
- 1938 - Ogün Altıparmak, Turks voetballer (overleden 2025)
- 1939 - Eugènie Herlaar, Nederlands nieuwslezeres (overleden 2024)
- 1941 - Kurt Axelsson, Zweeds voetballer (overleden 1984)
- 1942 - Keiichi Suzuki, Japans schaatser
- 1943 - Eldridge Wayne Coleman (Superstar Billy Graham), Amerikaans professioneel worstelaar (overleden 2023)
- 1944 - Tim Rice, Brits tekstschrijver voor films en musicals
- 1945 - Helga Deprez, Belgisch atlete
- 1945 - Willi Lippens, Nederlands voetballer
- 1946 - Jim Gilstrap, Amerikaans zanger
- 1947 - Greg Lake, Brits musicus (overleden 2016)
- 1947 - Hugo Sigal, Belgisch zanger
- 1948 - Vincent Schiavelli, Amerikaans acteur (overleden 2005)
- 1949 - Paul Courant, Belgisch voetballer
- 1949 - Mustafa Denizli, Turks voetbalcoach
- 1951 - Enzo Escobar, Chileens voetballer
- 1951 - Danilo Medina, President van de Dominicaanse Republiek (2012-2020)
- 1951 - Johan Vermeersch, Belgisch zakenman (overleden  2025)
- 1953 - Roel Sikkema, Nederlands journalist
- 1954 - Mario Cipollina, Amerikaans gitarist (Huey Lewis & The News)
- 1954 - Juan Gómez González (Juanito), Spaans voetballer (overleden 1992)
- 1954 - Kevin Spraggett, Canadees schaker
- 1954 - Herman Vermeulen, Belgisch voetbaltrainer
- 1955 - Roland Emmerich, Duits regisseur en producent
- 1955 - Ed Trumpet, Nederlands atleet
- 1956 - José Luis Brown, Argentijns voetballer (overleden 2019)
- 1958 - Antoine Kambanda, Rwandees kardinaal
- 1959 - Andrzej Iwan, Pools voetballer (overleden 2022)
- 1959 - Ronald Kreer, Oost-Duits voetballer
- 1960 - Rick de Leeuw, Nederlands schrijver en zanger
- 1961 - John Walton, Engels darter
- 1961 - Anita Witzier, Nederlands presentatrice
- 1963 - Tanju Çolak, Turks voetballer
- 1963 - Patrick De Meyer, Belgisch danceproducer
- 1963 - Mike Powell, Amerikaans atleet
- 1964 - Corrina Konijnenburg, Nederlands meisje bekend van Bij Dorus op schoot (overleden 2002)
- 1965 - Eddie Irvine, Noord-Iers autocoureur
- 1965 - Arthur Yap, Filipijns politicus
- 1966 - Vanessa Angel, Brits actrice
- 1967 - Rémy Belvaux, Waals acteur, producer, regisseur en scenarioschrijver (overleden 2006)
- 1967 - Jackie Fairweather, Australisch atlete/triatlete (overleden 2014)
- 1968 - Daphne Deckers, Nederlands schrijfster, columniste en topmodel
- 1969 - Faustino Asprilla, Colombiaans voetballer
- 1969 - Arjan van der Laan, Nederlands voetballer
- 1969 - Jens Lehmann, Duits voetballer
- 1969 - Ellen Pompeo, Amerikaans actrice
- 1970 - Warren G (Warren Griffin III), Amerikaans rapper en muziekproducent
- 1970 - Freddy Loix, Belgisch rallyrijder
- 1970 - Danny Nelissen, Nederlands wielrenner
- 1971 - Holly Black, Amerikaans schrijfster
- 1971 - Raymond Knops, Nederlands politicus
- 1971 - Big Pun (Christopher Rios), Amerikaans rapper (overleden 2000)
- 1971 - Kate Slatter, Australisch roeier
- 1972 - DJ Ashba (Daren Jay Ashba), Amerikaans muzikant, producent en songwriter
- 1973 - Marco Rodríguez, Mexicaans voetbalscheidsrechter
- 1975 - Halina Reijn, Nederlands actrice en columniste
- 1976 - Steffen Iversen, Noors voetballer
- 1976 - Shefki Kuqi, Fins-Kosovaars voetballer
- 1977 - Micheil Asjvetia, Georgisch voetballer
- 1977 - Irina Kalentjeva, Russisch mountainbikester
- 1977 - Brittany Murphy, Amerikaans actrice (overleden 2009)
- 1977 - Erik Nevland, Noors voetballer
- 1978 - Ralf Åkesson, Pools schaker
- 1978 - Nadine Angerer, Duits voetbalster
- 1978 - Diplo (Thomas Wesley Pentz), Amerikaans dj, producer en componist
- 1978 - Eve (Eve Jihan Jeffers), Amerikaans rapster en actrice
- 1979 - Nina Mercedez, Amerikaans pornoster
- 1979 - Anthony Réveillère, Frans voetballer
- 1980 - Norbert Attard, Maltees darter
- 1980 - Wilhelm Denifl, Oostenrijks Noordse combinatieskiër
- 1980 - Kjetil Lie, Noors schaker
- 1980 - Andreas Prommegger, Oostenrijks snowboarder
- 1980 - Jesse Stroobants, Belgisch atleet
- 1981 - Paul Kipsiele Koech, Keniaans atleet
- 1982 - Henri Bontenbal, Nederlands politicus
- 1982 - Amets Txurruka, Spaans wielrenner
- 1984 - Thierry Hupond, Frans wielrenner
- 1984 - Olga Zajtseva, Russisch atlete
- 1985 - Marco Barba, Spaans autocoureur
- 1985 - Nesta Carter, Jamaicaans atleet
- 1985 - Aleksandar Kolarov, Servisch voetballer
- 1985 - Patrick Meek, Amerikaans langebaanschaatser
- 1985 - Sanne Verstegen, Nederlands atlete
- 1985 - Wu Minxia, Chinees schoonspringster
- 1985 - Liu Zhongqing, Chinees freestyleskiër
- 1986 - Ilias Iliadis, Grieks judoka
- 1986 - Benno Nihom, Nederlands voetbaltrainer (damescoach)
- 1986 - Josh Peck, Amerikaans acteur
- 1986 - Samuel Wanjiru, Keniaans atleet (overleden 2011)
- 1987 - Alastair Brogdon, Engels hockeyer
- 1987 - Astrid Sy, Nederlands historica
- 1988 - Evans Kiplagat Chebet, Keniaans atleet
- 1988 - Daniel Teklehaimanot, Eritrees wielrenner
- 1989 - Matteo Marchetti, Italiaans voetbalscheidsrechter
- 1989 - Kjeld Nuis, Nederlands langebaanschaatser
- 1989 - Martin Sinković, Kroatisch roeier
- 1990 - Mireia Belmonte, Spaans zwemster
- 1992 - Janice Babel, Nederlands atlete
- 1993 - Marlies Wagendorp, Nederlands volleybalster
- 1994 - Luke Bilyk, Canadees acteur
- 1994 - Zoey Deutch, Amerikaans actrice
- 1994 - Andre De Grasse, Canadees atleet
- 1995 - Lewis Irving, Canadees freestyleskiër
- 1995 - Lotte Kopecky, Belgisch wielrenster
- 1995 - Lucile Lefevre, Frans snowboardster
- 1996 - Marie-Jade Lauriault, Canadees-Frans kunstschaatsster
- 1997 - Federico Dimarco, Italiaans voetballer
- 1997 - Jasper van Heertum, Nederlands voetballer
- 1997 - Joost Klein, Nederlands muzikant en youtuber
- 1997 - Kirsten Nuyes, Nederlands/Belgisch triatlete
- 1998 - Djordje Mihailovic, Amerikaans-Servisch voetballer
- 1999 - Michael Cimino, Amerikaans acteur
- 1999 - Armand Duplantis, Zweeds atleet
- 2000 - Mackenzie Foy, Amerikaans model en actrice
- 2001 - Rafael Villagómez, Mexicaans autocoureur
- 2004 - Matilda Nildén, Zweeds voetbalster
- 2005 - Pablo Torres, Spaans wielrenner

## Overleden

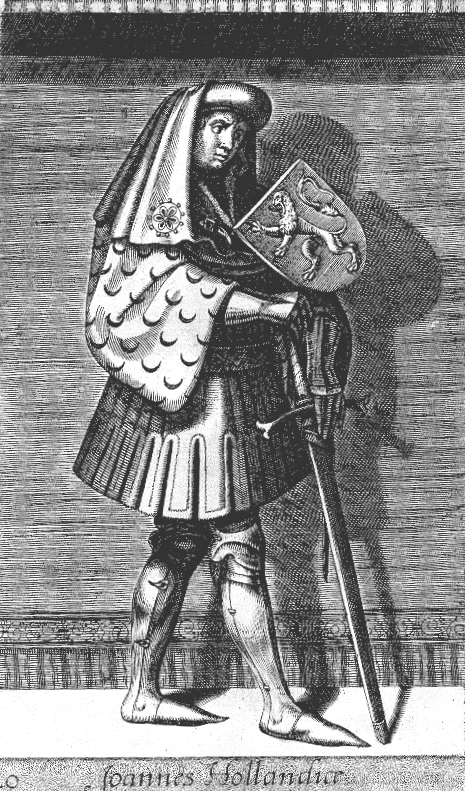
Jan I van Holland
overleden in 1299

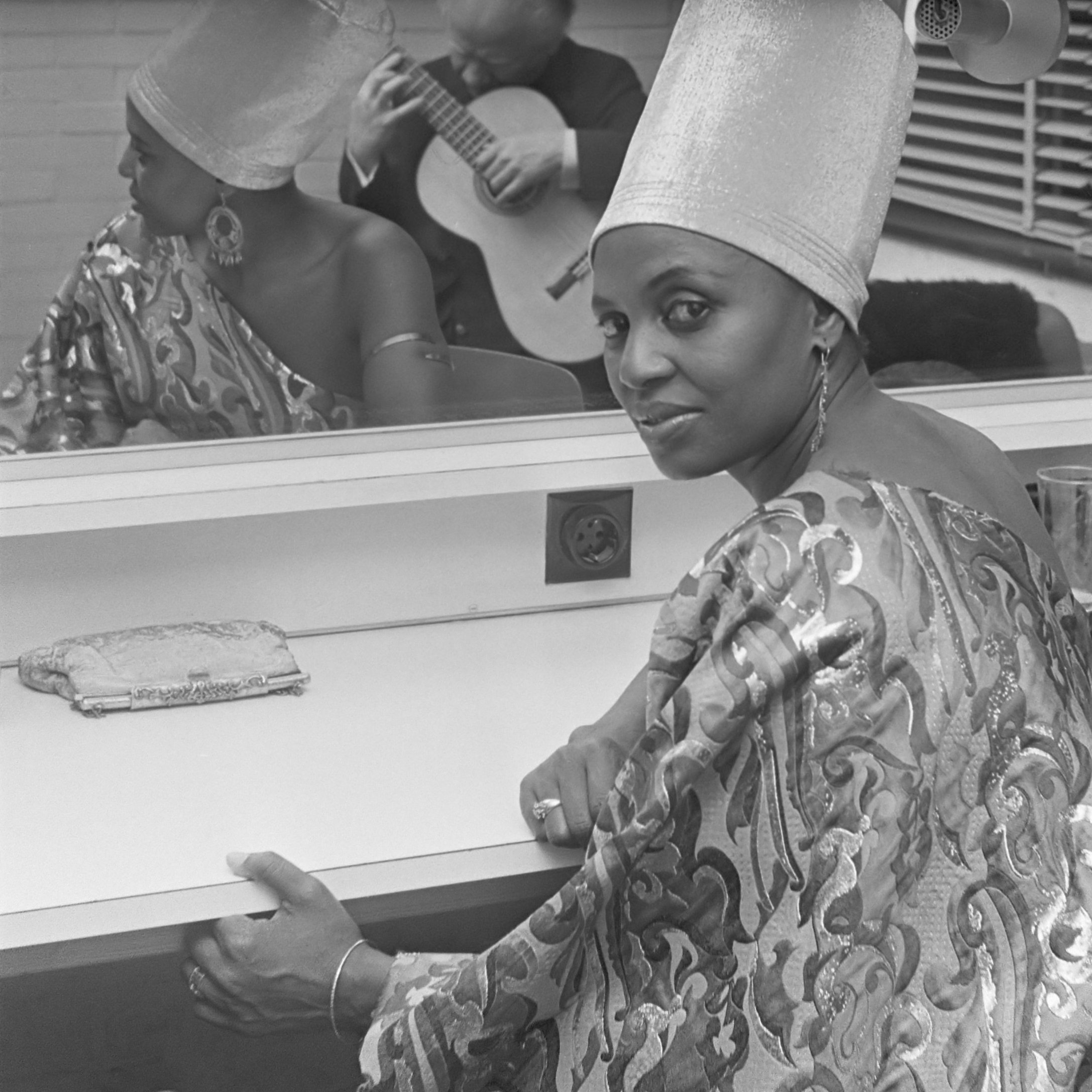
Miriam Makeba
overleden in 2008

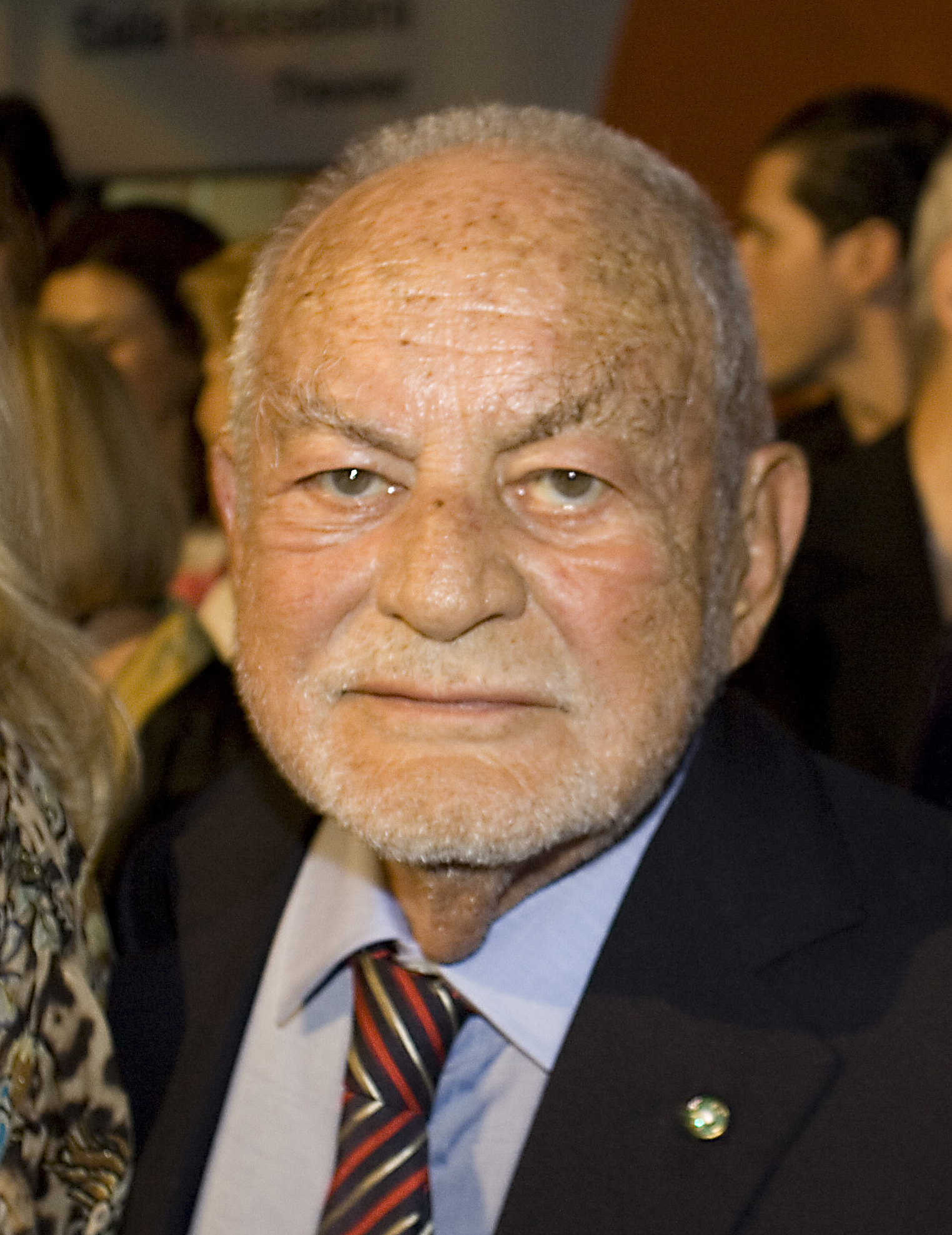
Dino De Laurentiis
overleden in 2010

- 461 - Paus Leo I (ca. 61), 45ste paus van de Rooms-Katholieke Kerk
- 765 - Junnin (32), keizer van Japan
- 1299 - Jan I van Holland (15), graaf van Holland
- 1549 - Paus Paulus III (81)
- 1763 - Joseph François Dupleix (66), Frans militair
- 1842 - Aleksej Koltsov (33), Russisch schrijver en volksdichter
- 1852 - Frederick Clause (60), Brits scheepsarts en kunstschilder
- 1891 - Arthur Rimbaud (37), Frans dichter
- 1938 - Mustafa Kemal Atatürk (57), grondlegger en eerste president van het moderne Turkije
- 1940 - Michael Staksrud (32), Noors schaatser
- 1964 - Ramon Fernandez (86), Filipijns zakenman en politicus
- 1965 - Adam Jansma (36), Nederlands beeldhouwer
- 1978 - Theo Lingen (75), Duits acteur en regisseur
- 1980 - Lucien Van Nuffel (66), Belgisch atleet, voetballer en voetbalscheidsrechter
- 1982 - Leonid Brezjnev (75), politiek leider van de Sovjet-Unie
- 1983 - Paz Marquez-Benitez (89), Filipijns schrijfster
- 1986 - Gordon Richards (82), Brits jockey
- 1994 - Katrien Hoerée (37), Belgisch atlete
- 1995 - Ken Saro-Wiwa (54), Nigeriaans toneelschrijver en activist
- 1998 - Mary Millar (62), Brits actrice en zangeres
- 2001 - Ken Kesey (66), Amerikaans schrijver
- 2003 - Canaan Banana (67), Zimbabwaans politicus
- 2006 - Jack Palance (87), Amerikaans acteur
- 2007 - Laraine Day (87), Amerikaans actrice
- 2007 - Frans Feremans (83), Belgisch atleet en wielrenner
- 2007 - Norman Mailer (84), Amerikaans schrijver en journalist
- 2008 - Miriam Makeba (76), Zuid-Afrikaans zangeres
- 2008 - Koos Reugebrink (78), Nederlands hoogleraar belastingrecht
- 2008 - Wannes Van de Velde (71), Belgisch zanger, dichter en beeldend kunstenaar
- 2008 - Fries de Vries (77), Nederlands politicus en dichter
- 2008 - Juul Zandbergen (83), Nederlands burgemeester en verzetsman
- 2009 - Robert Enke (32), Duits voetbaldoelman
- 2010 - Theodoor Doyer (54), Nederlands hockeyer
- 2010 - Dino De Laurentiis (91), Amerikaans filmproducent
- 2011 - Andy Tielman (75), Nederlands gitarist en zanger van de Tielman Brothers
- 2012 - Nanne Tepper (50), Nederlands schrijver, popjournalist, muzikant
- 2015 - Gene Amdahl (92), Amerikaans natuurkundige en computerondernemer
- 2015 - Robert Craft (92), Amerikaans dirigent, muziekwetenschapper en schrijver
- 2015 - Theo Kars (75), Nederlands schrijver en vertaler
- 2015 - Klaus Roth (90), Brits wiskundige
- 2015 - Helmut Schmidt (96), Duits politicus en oud bondskanselier
- 2015 - Laurent Vidal (31), Frans triatleet
- 2017 - Willy Brill (91), Nederlands stemactrice (o.a. van de telefonische tijdmelding), hoorspelregisseur en vertaalster
- 2017 - Ad van Meurs (64), Nederlands folk- en bluesmuzikant
- 2017 - Shyla Stylez (35), Canadees pornoactrice
- 2018 - Konrad Gisler (94), Zwitsers politicus
- 2018 - Bert Onnes (80), Nederlands tafeltennisser
- 2019 - Wim Magré (57), Nederlands organist
- 2019 - István Szívós jr. (71), Hongaars waterpolospeler
- 2020 - Charles Corver (84), Nederlands voetbalscheidsrechter
- 2020 - Mila del Sol (97), Filipijns actrice
- 2020 - Amadou Toumani Touré (72), Malinees president
- 2020 - Constant Vecht (72), Nederlands journalist en kunsthandelaar
- 2021 - Spike Heatley (88), Brits jazzbassist
- 2022 - Henry Anglade (89), Frans wielrenner
- 2022 - Kevin Conroy (66), Amerikaans acteur en stemacteur
- 2022 - Chris Koerts (74), Nederlands gitarist, componist en muziekproducent
- 2022 - Juan Carlos Orellana (67), Chileens voetballer
- 2022 - Walter Schröder (89), Duits roeier
- 2023 - Hiroyuki Hosoda (79), Japans politicus
- 2023 - Luc Van Gastel (97), Belgisch journalist
- 2024 - Barbara Aland (87), Duits theologe
- 2024 - Dallas Long (84), Amerikaans atleet
- 2024 - Stanley Rensch (84), Surinaams mensenrechtenactivist
- 2024 - Bert Veldkamp (72), Nederlands bassist

## Viering/herdenking
- Rooms-Katholieke kalender:

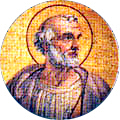
H. Paus Leo I

  - Heilige Leo de Grote († 461) - Gedachtenis
  - Heilige Tiberius en Florentia (van Agde) († c. 303)
  - Heilige Tryfoon en Nymfa (van Cattaro) († c. 250)
  - Heilige Noach († 30e eeuw v.Chr.?)
  - Heilige Andreas Avellinus († 1608)
- Dag van Malala, ingesteld door de Verenigde Naties en vernoemd naar kinderrechtenactiviste Malala Yousafzai

## Weerextremen

### Nederland
| | Officiële records | Officiële records | Officiële records |      | Landelijke records | Landelijke records | Landelijke records                                 |
| Gebeurtenis | Jaar              | Extreem           | Locatie           | Jaar | Extreem            | Locatie            |                                                    |
| --- | ----------------- | ----------------- | ----------------- | ---- | ------------------ | ------------------ | -------------------------------------------------- |
| Laagste etmaalgemiddelde temperatuur (°C) | 1919              | −3,3              | De Bilt           |      | 1919               | −4,9               | Eelde                                              |
| Hoogste etmaalgemiddelde temperatuur (°C) | 2015              | 14,5              | De Bilt           |      | 2015               | 14,9               | Eelde, Nieuw Beerta                                |
| Laagste minimumtemperatuur (°C) | 1908              | −8,0              | De Bilt           |      | 1908               | −8,2               | Eelde                                              |
| Hoogste minimumtemperatuur (°C) | 2015              | 13,3              | De Bilt           |      | 2015               | 14,0               | Eelde, Lauwersoog, Leeuwarden                      |
| Laagste maximumtemperatuur (°C) | 1919              | 0,5               | De Bilt           |      | 1919               | −4,3               | Eelde                                              |
| Hoogste maximumtemperatuur (°C) | 1977              | 17,5              | De Bilt           |      | 1977               | 17,7               | Gilze-Rijen                                        |
| Hoogste uurgemiddelde windsnelheid (m/s) | 1915              | 14,4              | De Bilt           |      | 2008               | 21,0               | IJmuiden                                           |
| Hoogste windstoot (m/s) | 1953              | 25,7              | De Bilt           |      | 2008               | 30,0               | IJmuiden                                           |
| Langste zonneschijnduur (uur) | 1971              | 8,1               | De Bilt           |      | 2019               | 8,3                | Eindhoven, Ell, Maastricht, Volkel, Wilhelminadorp |
| Langste neerslagduur (uur) | 1993              | 19,0              | De Bilt           |      | 1993               | 20,5               | Leeuwarden                                         |
| Hoogste etmaalsom van de neerslag (mm) | 1950              | 21,7              | De Bilt           |      | 2008               | 34,1               | Eelde                                              |
| Laagste etmaalgemiddelde relatieve vochtigheid (%) | 1908              | 57                | De Bilt           |      | 1908               | 57                 | De Bilt                                            |
| Laagste uurwaarde luchtdruk op zeeniveau (hPa) | 2010              | 983,6             | De Bilt           |      | 1969               | 980,5              | Eelde                                              |
| Hoogste uurwaarde luchtdruk op zeeniveau (hPa) | 1921              | 1039,0            | De Bilt           |      | 1921               | 1040,2             | Eelde                                              |
| Officiële records worden altijd gemeten op het KNMI-weerstation in De Bilt. Landelijke records kunnen worden gemeten op elk officieel KNMI-weerstation in Nederland. |                   |                   |                   |      |                    |                    |                                                    |

Uitzonderlijke gebeurtenissen
- 1907 - Laatste landelijke zachte dag van het jaar gemeten in Maastricht (maximumtemperatuur ≥ 15 °C op een officieel weerstation)
- 1984 - Laatste officiële zachte dag van het jaar (maximumtemperatuur ≥ 15 °C in De Bilt)
- 2008 - Laatste officiële zachte dag van het jaar (maximumtemperatuur ≥ 15 °C in De Bilt)
- 2011 - Laatste landelijke zachte dag van het jaar gemeten in Vlissingen en Westdorpe (maximumtemperatuur ≥ 15 °C op een officieel weerstation)

### België
Dagrecords
- 1864 - Laagste etmaalgemiddelde temperatuur −1,6 °C
- 1977 - Hoogste etmaalgemiddelde temperatuur 14,7 °C
- 1864 - Laagste minimumtemperatuur −5,3 °C
- 1977 - Hoogste maximumtemperatuur 17,7 °C
- 1972 - Hoogste etmaalsom van de neerslag 15 mm

Uitzonderlijke gebeurtenissen
- 1977 - De warmste november-decade van de eeuw: gemiddelde temperatuur in Ukkel: 11,4 °C.
- 1981 - Tijdens laatste 3 dagen overal vorst: tot −8,0 °C in Rochefort.
- 1984 - In heel het land bevat de regen Saharazand.
- 1991 - Natste november-decade: 114,7 mm.

<< · 1 · 2 · 3 · 4 · 5 · 6 · 7 · 8 · 9 · 10 · 11 · 12 · 13 · 14 · 15 · 16 · 17 · 18 · 19 · 20 · 21 · 22 · 23 · 24 · 25 · 26 · 27 · 28 · 29 · 30 · >>